# Patrick Pemberton
Patrick Alberto Pemberton Bernard (Puerto Limón, 1982. április 24. –) Costa Rica-i válogatott labdarúgó, jelenleg az Alajuelense játékosa.

## Fordítás
Ez a szócikk részben vagy egészben  a   Patrick Pemberton című angol Wikipédia-szócikk fordításán alapul.  Az eredeti cikk szerkesztőit annak laptörténete sorolja fel. Ez a jelzés csupán a megfogalmazás eredetét és a szerzői jogokat jelzi, nem szolgál a cikkben szereplő információk forrásmegjelöléseként.